# سعیدوو (شهرستان فیودوروفسکی، باشقیرستان)
سعیدوو (انگلیسی: Saitovo, Fyodorovsky District, Republic of Bashkortostan) یک شهرک در شهرستان فیودوروفسکی استان باشقیرستان کشور روسیه است.